# باریش مانچو

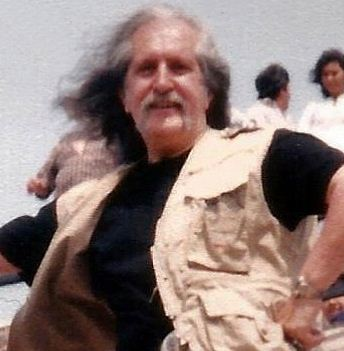
مانچو در سال ۱۹۹۸

باریش مانچو (به ترکی استانبولی: Barış Manço) (۲ ژانویه ۱۹۴۳ – ۳۱ ژانویه ۱۹۹۹) خواننده، آهنگساز و برنامه‌ساز تلویزیونی و از مشاهیر موسیقی راک ترکیه بود.
باریش مانچو در استانبول به دنیا آمد و در طول زندگی خود حدود ۲۰۰ آهنگ ساخت. بیشتر آهنگهای او به زبانهای گوناگون ترجمه و خوانده شده‌اند از جمله یونانی، بلغاری، فارسی، رومانیایی و عربی. وی همچنین آهنگ “gülpembe” برای مادربزرگش سرود. وی کار در زمینه موسیقی را در دوران تحصیلش در بلژیک آغاز کرد. او در دهه ۱۹۷۰ به ترکیه بازگشت.
باریش مانچو برای موسیقی و برنامه‌های تلویزیونی که ساخت جوایز متعددی دریافت کرد. در سال ۱۹۹۱ عنوان هنرمند دولت را به دست آورده و موفق به نشان بین‌المللی تکنولوژی گشت. سال ۱۹۹۱ از دانشگاه «حاجت تپه» و سال ۱۹۹۵ از دانشگاه «پاموک قلعه» ترکیه دکترای افتخاری گرفت. در ژاپن جایزه بین‌المللی فرهنگ و صلح از دانشگاه سوکا (سال ۱۹۹۱) و نشان عالی شرف از بنیاد هنر توکیو (سال ۱۹۹۵)، بلژیک: نشان شوالیه لئوپولدII (سال ۱۹۹۲) و نشان شهروند افتخاری شهر لگو از پرنس لگو (سال ۱۹۹۷)، فرانسه: نشان شوالیه ادبیات و هنر از وزارت فرهنگ و هنر (سال ۱۹۹۲)، ترکمنستان: تابعیت جمهوری ترکمنستان از رئیس‌جمهور آن کشور (سال ۱۹۹۵) را به دست آورد. او همچنین برای بیش از دویست آهنگ ۱۲ نشان طلا و یک نشان پلاتین گرفت.
باریش مانچو خواننده و آهنگساز راک ترکیه که در طول ۵۵ سال زندگی اش در نقاط مختلفی از جهان به خصوص در کشورهای محروم آفریقا و آسیا به نفع کودکان بی سرپرست و فقرا کنسرتهای متعددی برگزار کرد و محبوبیت زیادی بین مردم جهان پیدا کرد و به همین جهت از سوی سازمان ملل به عنوان سفیر صلح انتخاب شد او در سال ۱۹۹۹ بر اثر سکته قلبی درگذشت و میلیونها نفر در تشییع پیکر او شرکت کردند.

## آلبوم‌ها
- Barış Manço 1, 1962 (?)
- Dünden Bugüne - 1971 (Sayan)
- 2023 - 1975 (Yavuz Plak)
- Sakla Samanı Gelir Zamanı - 1976 (Yavuz)
- Nick the Chopper - 1976 (Yavuz Plak)
- Yeni Bir Gün (45.07) - 1979 (Yavuz ve Burç Plakçılık)
- 20. Sanat Yılı Disko Manço - 1980 (Türküola)
- Sözüm Meclisten Dışarı - 1981 (Türküola)
- Barış Manço 2 - 1982 (?)
- Estağfurullah... Ne Haddimize! - 1983 (Türküola)
- 24 Ayar Manço - 1985
- Değmesin Yağlı Boya - 1986 (Emre Plakçılık)
- Dağlar Dağlar - Barış Manço Klasikleri - 1987 (?)
- 30 Sanat Yılı Fulaksesuar Manço-Sahibinden İhtiyaçtan - 1988 (Emre Plakçılık)
- Darısı Başınıza - iişişii - 1989 (Yavuz ve Burç Plakçılık)
- Ben Bilirim - 1989 (Derleme)
- Sarı Çizmeli Mehmet Ağa - 1989 (Derleme)
- Mega Manço - 1992 (Emre Plak)
- Müsaadenizle Çocuklar - 1995 (Emre Plak)
- Live in Japan - 1996 (Emre Plak)
- Mançoloji - 1999 (Emre Plak)
- Barış Manço Anıması - 2000
- Baris Mancho - 2000
- Yüreğimdeki Barış Şarkıları - 2001
- 2023 (New) - 2004